# Quatre de l'espionnage
Pour plus de détails, voir Fiche technique et Distribution.
Quatre de l'espionnage (titre original : Secret Agent) est un film d'espionnage britannique réalisé par Alfred Hitchcock, sorti en 1936.

## Synopsis
Edgar Brodie (John Gielgud), un héros de guerre britannique est déclaré mort au combat par « R », le chef de l'Intelligence Service, afin de pouvoir être envoyé en mission secrète en Suisse sous l'identité de Richard Ashenden. Pour démasquer un espion allemand, il est aidé par le général (Peter Lorre), un sud-américain vulgaire et sans scrupules, et Elsa Carrington (Madeleine Carroll), qui se fait passer pour son épouse. Après avoir assassiné par erreur un de leurs concitoyens, Edgar et Elsa pensent à abandonner leur métier d'agents secrets mais apprennent finalement l'identité de l'espion, qui n'est autre que Robert Marvin (Robert Young), un dandy qui courtisait Elsa. La mort de Marvin peut permettre la défaite de l'Allemagne pendant la Première Guerre mondiale mais Elsa, traumatisée du mort qu'elle a déjà sur la conscience, refuse l'exécution de l'espion dans un train rempli de soldats ennemis et attaqué par l'aviation britannique. Finalement, Marvin décède, ainsi que le Général. Edgar et Elsa quittent leurs fonctions d'agents secrets.

## Fiche technique
- Titre : Quatre de l'espionnage
- Titre original : Secret Agent
- Réalisation : Alfred Hitchcock
- Scénario : Campbell Dixon, Alma Reville, Charles Bennett, Ian Hay, Jesse Lasky Jr. d'après deux nouvelles de William Somerset Maugham ("The Traitor" et "The Hairless Mexican", dans le recueil Mr Ashenden, agent secret)
- Producteur : Michael Balcon, Ivor Montagu (Gaumont British)
- Musique et direction musicale : Louis Levy
- Photographie : Bernard Knowles
- Montage : Charles Frend
- Décors : Otto Werndorff et Albert Jullion
- Pays d'origine :  Royaume-Uni
- Filmé aux studios Lime Grove (en)
- Genre : Thriller, espionnage
- Format : noir et blanc
- Durée : 83 minutes
- Dates de sortie : 
  - Royaume-Uni : mai 1936 (Londres)
  - États-Unis : 12 juin 1936 (New York) ; 15 juin 1936 (sortie nationale)

## Distribution
- Madeleine Carroll (VF : Héléna Manson) : Elsa Carrington
- Peter Lorre : Le Général
- John Gielgud : Edgar Brodie / Richard Ashenden
- Robert Young : Robert Marvin
- Percy Marmont : Caypor
- Florence (Marius Sorba) et (Basile Callen)Kahn (en) : Mme Caypor
- Charles Carson : « R »
- Lilli Palmer : Lilli

Acteurs non crédités
- Tom Helmore : Colonel Anderson
- Howard Marion-Crawford : Karl, le fiancé de Lilli